# Thiago Fernandes Rodrigues
Thiago Fernandes Rodrigues (Recife, Pernambuco, Brasil, 13 de marzo de 2001), conocido como Thiago o Thiaguinho, es un futbolista brasileño. Juega como delantero y su equipo actual es el Clube de Regatas do Flamengo del Brasileirão.

## Trayectoria

### Carrera temprana
En sus inicios Thiago rechazado por los equipos  Sport Recife y  Palmeiras, antes de ser firmado por Náutico de Recife.

### Náutico
Thiago hizo su debut profesional para Náutico el 16 de diciembre de 2018 en un amistoso contra Newell's Old Boys de Argentina donde marcó el gol ganador del juego en una victoria por 1-0 en el Estádio dos Aflitos. Jugando principalmente como un lateral derecho, fue titular para Náutico a la edad de 18 años, terminando la temporada de la Serie C 2019 como el segundo máximo goleador del club con 5 goles en 17 apariciones, además de ser campeón y de obtener el ascenso a la Serie B de la siguiente  temporada. Náutico también terminó subcampeón en el Campeonato Pernambucano 2019 (donde Thiago obtuvo el reconocimiento como la liga "Revelação" o "Mejor recién llegado") y alcanzó las semifinales de la Copa do Nordeste.

### Flamengo
El 12 de diciembre de 2019, Náutico anunció la venta de Thiago al club de la Série A, el  Flamengo por una tarifa no revelada. El jugador tenía una cláusula de liberación de € 3 millones; aunque se incorporó a la escuadra Sub-20.

#### Náutico (préstamo)
El 7 de mayo de 2020, Flamengo cedió a Thiago a Náutico esperando que adquiriera más experiencia en el tiempo de partido.

## Clubes
| Club                        | País           | Año       |
| --------------------------- | -------------- | --------- |
| Náutico                     | Brasil         | 2019      |
| Flamengo                    | Brasil         | 2020      |
| Náutico (a préstamo)        | Brasil         | 2020-2021 |
| Flamengo                    | Brasil         | 2022-Act. |
| Houston Dynamo (a préstamo) | Estados Unidos | 2022      |

## Palmarés

### Campeonatos estatales
| Título             | Club     | País   | Año  |
| ------------------ | -------- | ------ | ---- |
| Campeonato Carioca | Flamengo | Brasil | 2021 |

### Campeonatos nacionales
| Título            | Club    | País   | Año  |
| ----------------- | ------- | ------ | ---- |
| Serie C de Brasil | Náutico | Brasil | 2019 |

### Campeonatos internacionales
| Título              | Club     | Sede                   | Año  |
| ------------------- | -------- | ---------------------- | ---- |
| Recopa Sudamericana | Flamengo | Quito - Río de Janeiro | 2020 |

### Distinciones individuales
| Distinción                                       | Año  |
| ------------------------------------------------ | ---- |
| Mejor recién llegado del Campeonato Pernambucano | 2019 |